# Phyllomys medius
Phyllomys medius là một loài động vật có vú trong họ Echimyidae, bộ Gặm nhấm. Loài này được Thomas mô tả năm 1909.